# Mercan'Tour Classic Alpes-Maritimes 2023
Le Mercan'Tour Classic Alpes-Maritimes 2023, est la 3e édition de cette course cycliste sur route masculine. Il a lieu le 30 mai 2023 dans le département des Alpes-Maritimes, dans le sud de la France, et fait partie du calendrier UCI Europe Tour 2023 en catégorie 1.1 et de la Coupe de France de cyclisme sur route 2023.

## Présentation

### Parcours
Le départ est donné de Puget-Théniers. Arrivé à Plan-du-Var, le peloton s'engage vers le Nord en remontant la vallée de la Vésubie afin d'atteindre Saint-Martin-Vésubie où se joue le premier sprint de la journée et le Col de la Colmiane, repertorié en première catégorie. Après une descente de près de vingt kilomètres, les coureurs traversent Saint-Sauveur-sur-Tinée où est prévu le second sprint et débutent l'ascension du Col de la Couillole, classé hors catégorie.
Une fois au sommet, une courte descente amène à Beuil avant de remonter à Valberg pour un premier passage sur la ligne d'arrivée avec un troisième sprint. Le peloton roule finalement vers Guillaumes en passant par Péone avant de rejoindre l'arrivée par une ascension de douze kilomètres vers Valberg.

### Équipes participantes
Classé en catégorie 1.1 de l'UCI Europe Tour, le Mercan'Tour Classic Alpes-Maritimes est par conséquent ouvert aux WorldTeams dans la limite de 50 % des équipes participantes, aux équipes continentales professionnelles, aux équipes continentales et aux équipes nationales.
Seize équipes participent à cette course : six WorldTeams, six équipes continentales professionnelles et quatre équipes continentales.
| WorldTeams (6)- Cofidis - Intermarché-Circus-Wanty - Groupama-FDJ - EF Education-EasyPost - Arkéa-Samsic - AG2R Citroën Team ProTeams (6)- Lotto Dstny - Israel-Premier Tech - TotalEnergies - Burgos-BH - Equipo Kern Pharma - Euskaltel-Euskadi Équipes continentales (4)- CIC U Nantes Atlantique - Electro Hiper Europa - Nice Métropole Côte d'Azur - Saint Michel-Mavic-Auber 93 |
| |

## Classements

### Classement final
| \| Classement général \| Classement général \| Classement général \| Classement général \| Classement général \| \| Coureur \| Coureur \| Pays \| Équipe \| Temps \| \| ------------------ \| ------------------- \| ------------------ \| ------------------------ \| ------------------ \| \| 1er \| Richard Carapaz \| Équateur \| EF Education-EasyPost \| 4 h 47 min 59 s \| \| 2e \| Felix Gall \| Autriche \| AG2R Citroën Team \| + 12 s \| \| 3e \| Lennert Van Eetvelt \| Belgique \| Lotto Dstny \| + 38 s \| \| 4e \| Lenny Martinez \| France \| Groupama-FDJ \| + 38 s \| \| 5e \| Cristian Rodríguez \| Espagne \| Arkéa-Samsic \| + 38 s \| \| 6e \| Clément Berthet \| France \| AG2R Citroën Team \| + 51 s \| \| 7e \| Guillaume Martin \| France \| Cofidis \| + 1 min 53 s \| \| 8e \| Louis Meintjes \| Afrique du Sud \| Intermarché-Circus-Wanty \| + 1 min 53 s \| \| 9e \| Andrey Zeits \| Kazakhstan \| Astana Qazaqstan Team \| + 1 min 55 s \| \| 10e \| Sylvain Moniquet \| Belgique \| Lotto Dstny \| + 2 min 24 s \| |                     |                |                          |                 |
| |                     |                |                          |                 |
| Source : ProCyclingStats |                     |                |                          |                 |
| Classement général |                     |                |                          |                 |
| Coureur | Coureur             | Pays           | Équipe                   | Temps           |
| 1er | Richard Carapaz     | Équateur       | EF Education-EasyPost    | 4 h 47 min 59 s |
| 2e | Felix Gall          | Autriche       | AG2R Citroën Team        | + 12 s          |
| 3e | Lennert Van Eetvelt | Belgique       | Lotto Dstny              | + 38 s          |
| 4e | Lenny Martinez      | France         | Groupama-FDJ             | + 38 s          |
| 5e | Cristian Rodríguez  | Espagne        | Arkéa-Samsic             | + 38 s          |
| 6e | Clément Berthet     | France         | AG2R Citroën Team        | + 51 s          |
| 7e | Guillaume Martin    | France         | Cofidis                  | + 1 min 53 s    |
| 8e | Louis Meintjes      | Afrique du Sud | Intermarché-Circus-Wanty | + 1 min 53 s    |
| 9e | Andrey Zeits        | Kazakhstan     | Astana Qazaqstan Team    | + 1 min 55 s    |
| 10e | Sylvain Moniquet    | Belgique       | Lotto Dstny              | + 2 min 24 s    |

### Classements annexes

#### Classement par points
| Classement par points | Classement par points | Classement par points | Classement par points   | Classement par points |
| Coureur               | Coureur               | Pays                  | Équipe                  | Points                |
| --------------------- | --------------------- | --------------------- | ----------------------- | --------------------- |
| 1er                   | Rasmus Søjberg        | Danemark              | CIC U Nantes Atlantique | 26 pts                |
| 2e                    | Mathis Le Berre       | France                | Arkéa-Samsic            | 12 pts                |
| 3e                    | Diego Camargo         | Colombie              | EF Education-EasyPost   | 10 pts                |
| 4e                    | Mark Padun            | Ukraine               | EF Education-EasyPost   | 6 pts                 |
| 5e                    | Fabien Grellier       | France                | TotalEnergies           | 4 pts                 |
| 6e                    | Richard Carapaz       | Équateur              | EF Education-EasyPost   | 4 pts                 |

#### Classement de la montagne
| Classement de la montagne | Classement de la montagne | Classement de la montagne | Classement de la montagne | Classement de la montagne |
| Coureur                   | Coureur                   | Pays                      | Équipe                    | Points                    |
| ------------------------- | ------------------------- | ------------------------- | ------------------------- | ------------------------- |
| 1er                       | Jordi López               | Espagne                   | Equipo Kern Pharma        | 30 pts                    |
| 2e                        | Cristian Rodríguez        | Espagne                   | Arkéa-Samsic              | 16 pts                    |
| 3e                        | Mathis Le Berre           | France                    | Arkéa-Samsic              | 15 pts                    |
| 4e                        | Richard Carapaz           | Équateur                  | EF Education-EasyPost     | 15 pts                    |
| 5e                        | Victor Lafay              | France                    | Cofidis                   | 10 pts                    |
| 6e                        | Felix Gall                | Autriche                  | AG2R Citroën Team         | 10 pts                    |

#### Classement du meilleur jeune
| Classement du meilleur jeune | Classement du meilleur jeune | Classement du meilleur jeune | Classement du meilleur jeune | Classement du meilleur jeune |
| Coureur                      | Coureur                      | Pays                         | Équipe                       | Temps                        |
| ---------------------------- | ---------------------------- | ---------------------------- | ---------------------------- | ---------------------------- |
| 1er                          | Felix Gall                   | Autriche                     | AG2R Citroën Team            |                              |
| 2e                           | Lennert Van Eetvelt          | Belgique                     | Lotto Dstny                  | + 26 s                       |
| 3e                           | Lenny Martinez               | France                       | Groupama-FDJ                 | + 26 s                       |
| 4e                           | Sylvain Moniquet             | Belgique                     | Lotto Dstny                  | +                            |
| 5e                           | Yaël Joalland                | France                       | CIC U Nantes Atlantique      | +                            |
| 6e                           | Clément Champoussin          | France                       | Arkéa-Samsic                 | +                            |

### Classements UCI
La course attribue aux coureurs le même nombre des points pour l'UCI Europe Tour 2023 et le Classement mondial UCI.
| Position           | 1er | 2e | 3e | 4e | 5e | 6e | 7e | 8e | 9e | 10e | 11e | 12e | 13e à 15e | 16e à 25e |
| Classement général | 125 | 85 | 70 | 60 | 50 | 40 | 35 | 30 | 25 | 20  | 15  | 10  | 5         | 3         |

### Classement de la Coupe de France
| Points obtenus sur cette épreuve | Points obtenus sur cette épreuve | Points obtenus sur cette épreuve | Points obtenus sur cette épreuve | Points obtenus sur cette épreuve |
| -------------------------------- | -------------------------------- | -------------------------------- | -------------------------------- | -------------------------------- |
|                                  | Coureur                          | Pays                             | Équipe                           | Point(s)                         |
| 1er                              | Richard Carapaz                  | Équateur                         | EF Education-EasyPost            | 50                               |
| 2e                               | Felix Gall                       | Autriche                         | AG2R Citroën                     | 35                               |
| 3e                               | Lennert Van Eetvelt              | Belgique                         | Lotto Dstny                      | 25                               |
| 4e                               | Lenny Martinez                   | France                           | Groupama-FDJ                     | 20                               |
| 5e                               | Cristián Rodríguez               | Espagne                          | Arkéa Samsic                     | 18                               |
| 6e                               | Clément Berthet                  | France                           | AG2R Citroën                     | 16                               |
| 7e                               | Guillaume Martin                 | France                           | Cofidis                          | 14                               |
| 8e                               | Louis Meintjes                   | Afrique du Sud                   | Intermarché-Circus-Wanty         | 12                               |
| 9e                               | Andrey Zeits                     | Kazakhstan                       | Astana Qazaqstan                 | 10                               |
| 10e                              | Sylvain Moniquet                 | Belgique                         | Lotto Dstny                      | 8                                |
| 11e                              | José Félix Parra                 | Espagne                          | Kern Pharma                      | 6                                |
| 12e                              | Ben Hermans                      | Belgique                         | Israel-Premier Tech              | 5                                |
| 13e                              | Yaël Joalland                    | France                           | CIC U Nantes Atlantique          | 3                                |
| 14e                              | Christopher Froome               | Royaume-Uni                      | Israel-Premier Tech              | 3                                |
| 15e                              | Georg Zimmermann                 | Allemagne                        | Intermarché-Circus-Wanty         | 3                                |
| modifier                         |                                  |                                  |                                  |                                  |

## Diffusion
La course est diffusée en direct sur France 3 Côte d'Azur et sur Eurosport 1.